# Ľudovít Ódor
Ľudovít Ódor, né le 2 juillet 1976 à Komárno, est un économiste et homme politique slovaque. Le 7 mai 2023, il est désigné président du gouvernement de Slovaquie, en remplacement d'Eduard Heger, démissionnaire.

## Biographie
Ľudovít Ódor est issu de la minorité hongroise de Slovaquie. Il obtient en 1999 un master en mathématiques et management de l'Université Comenius de Bratislava. Il commence sa carrière dans la banque. Il est d'abord analyste à Československá obchodní banka jusqu'en 2001. Il travaille ensuite pour une agence de notation slovaque.
Il devient chef économiste du ministère des Finances de Slovaquie, qui le fait nommer en 2006 membre du conseil d'administration de la Banque nationale de Slovaquie et conseiller de la présidente du gouvernement Iveta Radičová et du ministre des Finances Ivan Mikloš de 2010 à 2012.
En 2018, il est nommé vice-gouverneur de la Banque nationale de Slovaquie. Il est aussi professeur associé à temps partiel à l'Université d'Europe centrale.
Le 7 mai 2023, la présidente Zuzana Čaputová annonce sa nomination à la tête d'un gouvernement électoral, quelques heures après la démission d'Eduard Heger, fragilisé depuis plusieurs mois par une crise politique. La présidente a en effet souhaité nommer une personnalité qui ne se présentera pas aux élections législatives slovaques de 2023, afin de ne privilégier aucun des partis candidats à cette élection,. Le 15 juin, son gouvernement n'obtient pas la confiance du Parlement mais la présidente indique qu'il restera en place jusqu'aux prochaines élections pour expédier les affaires courantes.